# Katovna (Brandýs nad Labem)
Katovna v Brandýse nad Labem či Brandýská katovna je pozdně renesanční dům se sgrafitovou výzdobou, která v 17. a 18. století sloužila jako obydlí katů. Od 3. května 1958 je kulturní památkou ČR. V současné době tvoří jednu z poboček Oblastního muzea Praha-východ s veřejnosti přístupnou expozicí věnující se dějinám hrdelního a útrpného práva a katovského řemesla.

## Historie a popis
Renesanční budova brandýské katovny byla postavena pravděpodobně v 16. století a nejpozději od 17. století sloužila jako obydlí katů. V roce 1765 Marie Terezie odňala městu popravčí právo a poté se budova sloužila jako pohodnice, kde se odstraňovala uhynulá zvířata. Jako jedna z mála zachovaných katoven je výjimečným dokladem hrdelního práva u nás.

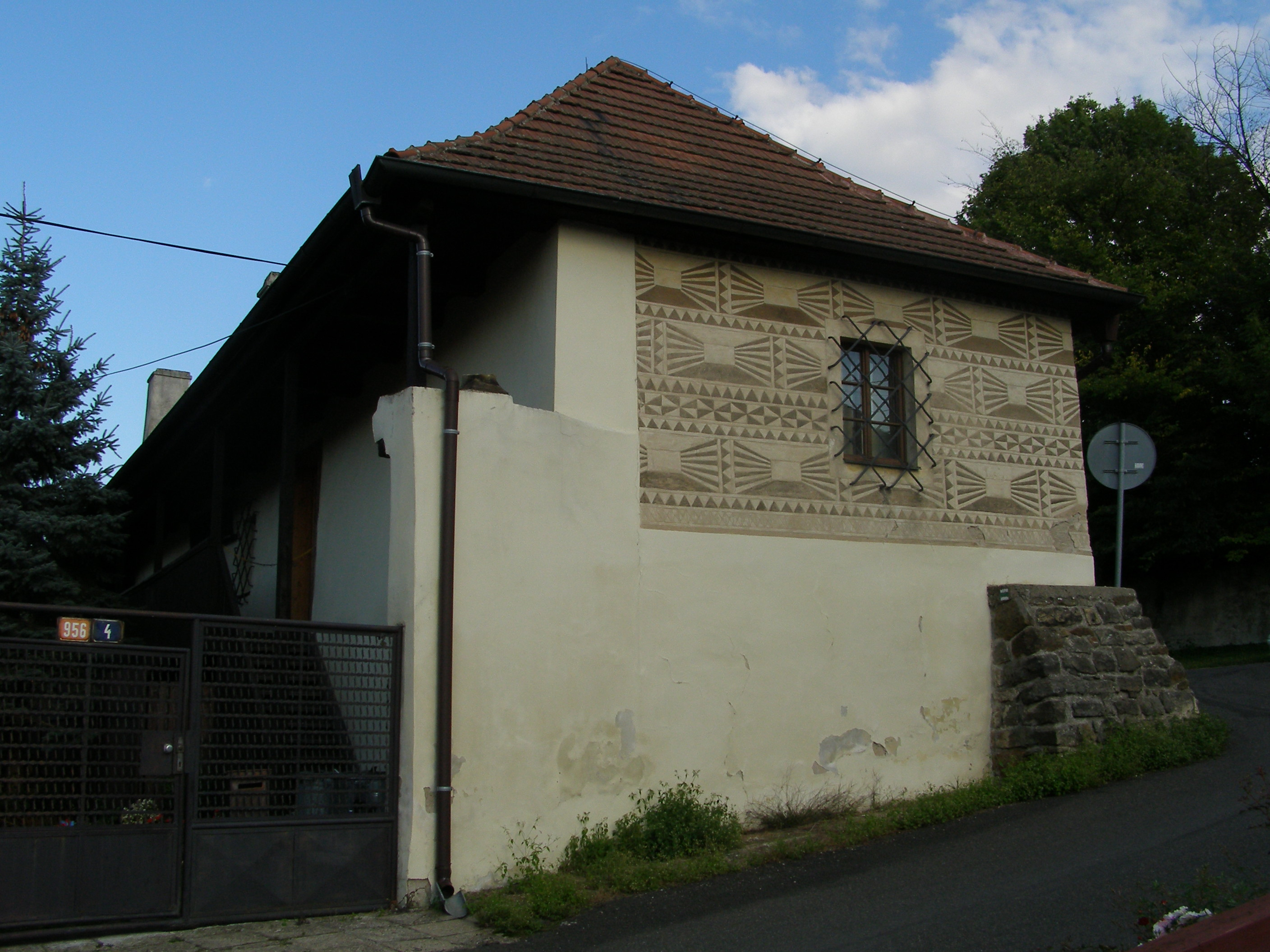
Pohled na katovnu z ulice Na Strouze

Nachází se v historicky významné části Nižší Hrádek, nedaleko centra v Brandýse nad Labem. Přízemní zděná budova má obdélný půdorys. Omítka je v jižním a západním průčelí zdobena sgrafity, okna kryjí železné dekorativní mřížky a ke vstupu vedou schody.
V šedesátých letech 20. století získalo objekt brandýské katovny v havarijním stavu Oblastní muzeum Praha-východ. Během rekonstrukce byla odkryta sgrafita na čelní straně budovy. Katovna sloužila nejprve jako výstavní prostor, od osmdesátých let 20. století jako depozitář. Další rekonstrukcí prošla katovna v letech 2000–2001 a v roce 2008 byla zpřístupněna veřejnosti s expozicí věnované dějinám hrdelního a útrpného práva.

## Expozice
Expozice se nachází v suterénu budovy a věnuje se dějinám kriminality ve městech v 16.–18. století a dějinám hrdelního a útrpného práva a katovského řemesla. Návštěvníkům představí proces soudního líčení a prostředí vězení, zabývá se i postavením kata ve společnosti či jak probíhaly výslechy i samotné popravy. Expozici dokreslují názorné grafiky a dokumenty s dobovými soudními případy. Vystaveny jsou předměty užívané při tortuře a k výkonu trestu. Některé předměty je možné si vyzkoušet „na vlastní kůži" v instalované mučírně.